# 1468 en santé et médecine
| Années de la santé et de la médecine : 1465 - 1466 - 1467 - 1468 - 1469 - 1470 - 1471    |
| Décennies de la santé et de la médecine : 1430 - 1440 - 1450 - 1460 - 1470 - 1480 - 1490 |

Cet article présente les faits marquants de l'année 1468 en santé et médecine.

## Événements
- 11 avril : dans la nuit, l'hospice Comtesse de Lille est entièrement détruit par un incendie ; sa reconstruction se prolongera de 1468 à 1472 pour la salle des malades, et de 1477 à 1482 pour le rez-de-chaussée de la communauté religieuse[1].
- Fondation du Lazzaretto Nuovo de Venise[2].
- La faculté de médecine de Bourges reçoit ses statuts[3].
- À Montpellier, à la fusion du collège fondé en 1452 par Jean Bruguière († 1459) pour deux étudiants en médecine avec celui de droit que vient d'établir Jean du Vergier, il est statué que deux des quatre bourses ainsi rassemblées continueront d'être réservées à des écoliers en médecine originaires de Gérone[4].

## Naissance
- Pietro Bairo (it) (mort en 1558), professeur de médecine à Turin[5].

## Décès
- 18 mai : Johannes Hartlieb (né vers 1400 ou 1410), médecin bavarois au service des   ducs Louis VII, Albert III et Sigismond, ainsi que d'Albert VI, duc Autriche, traducteur du latin en allemand et auteur de divers ouvrages parmi lesquels il faut compter un important herbier (Kräuterbuch) rédigé vers 1440[6],[7].
- 2 décembre : Agostino di Stefano Santucci (né en 1383), médecin à Florence, professeur à Pérouse[8].
- Şerafeddin Sabuncuoğlu (né en 1385), médecin et chirurgien ottoman, auteur en 1465 de la Cerrahiyyetu'l-Haniyye (« Chirurgie impériale »), dernière grande encyclopédie médicale du monde islamique.
- Giovanni di Laveno (né à une date inconnue), docteur en médecine, mort à Milan[9].
- Jean Zeberti de Ele (né à une date inconnue), reçu docteur en médecine à Paris, établi à Bréda, titulaire de la chaire de médecine de l'université de Louvain récemment ouverte, auteur d'un commentaire du 1er livre du Canon d'Avicenne, et père, quoique prêtre, de Zebertus de Neel, également professeur de médecine à Louvain[10].
- Vers 1462[11] ou en 1468 : Michel Savonarole (né en 1384 ou 1385), médecin et humaniste italien, professeur à Padoue, médecin de Nicolas d'Este à Ferrare, grand-père de Jérôme Savonarole[12],[13].